# Триоданис
Триоданис (лат. Triodanis) — род цветковых растений семейства Колокольчиковые (лат. Campanuláceae). Виды рода Триоданис — травянистые растения.

## Виды рода Триоданис
- Triodanis biflora
- Triodanis coloradoensis
- Triodanis holzingeri
- Triodanis lamprosperma
- Triodanis leptocarpa
- Triodanis perfoliata
- Triodanis texana

## Ботаническое описание
Стебли растений рода Триоданис имеют вертикальное или наклонное положение. Стебли простые или слабо разветвлённые.

## Распространение
Виды растений из рода Триоданис встречаются в Северной Америке, в Центральной Америке в республике Гватемала, а также в Южной Америке в республике Эквадор.